# Rio Coasa
O Rio Coasa é um rio da Romênia, afluente do Lepşa, localizado no distrito de Vrancea.